# Sở thú Edinburgh
Sở thú Edinburgh, tên cũ là Công viên Động vật Quốc gia Scotland, là một công viên động vật phi lợi nhuận rộng 82 mẫu Anh (33 ha) tọa lạc ở Corstorphine, ngoại ô Edinburgh, thủ phủ Scotland. 
Vùng đất nằm ở sườn phía nam của Đồi Corstorphine, từ đó nó cung cấp tầm nhìn bao quát thành phố. Được xây dựng vào năm 1913 và thuộc sở hữu của Hiệp hội Động vật học Hoàng gia Scotland, nó nhận được hơn 600.000 du khách mỗi năm, khiến nó trở thành điểm thu hút khách du lịch nổi tiếng thứ hai của Scotland, sau Lâu đài Edinburgh. Cũng như phục vụ khách du lịch và người dân địa phương, vườn thú tham gia vào nhiều hoạt động khoa học, như nuôi nhốt động vật đang bị đe dọa, nghiên cứu hành vi động vật và tham gia tích cực vào chương trình bảo tồn trên toàn thế giới.
Sở thú Edinburgh là vườn thú đầu tiên trên thế giới nuôi và sinh sản chim cánh cụt. Đây cũng là sở thú duy nhất ở Anh có nhà koala và gấu trúc khổng lồ. Vườn thú là thành viên của Hiệp hội Sở thú và Thủy cung Anh và Ireland (BIAZA), Hiệp hội Sở thú và Thủy cung Châu Âu (EAZA), Hiệp hội Sở thú và Thủy cung Thế giới (WAZA) và Hiệp hội các điểm tham quan của du khách Scotland. Nó cũng đã được cấp bởi bốn sao bởi Tổng cục Du lịch Scotland. Vườn bách thú tự hào là một trong những bộ sưu tập cây đa dạng nhất ở Lothians.